# Finland op de Olympische Zomerspelen 2012
Finland nam deel aan de Olympische Zomerspelen 2012 in Londen, Verenigd Koninkrijk.

## Medailleoverzicht
| Sport    | Olympiër                                   | Onderdeel       | Medaille |
| -------- | ------------------------------------------ | --------------- | -------- |
| Zeilen   | Tuuli Petäjä                               | RS:X (v)        | Zilver   |
| Atletiek | Antti Ruuskanen                            | speerwerpen (m) | Brons    |
| Zeilen   | Silja Kanerva Silja Lehtinen Mikaela Wulff | elliot 6m (v)   | Brons    |

## Deelnemers en resultaten
(m) = mannen, (v) = vrouwen

### Atletiek
| Olympiër         | Onderdeel                | Resultaat | Prestatie                                                   |
| ---------------- | ------------------------ | --------- | ----------------------------------------------------------- |
| Jonathan Åstrand | 200m (m)                 | 32e       | serie 6: 5de in 20,73                                       |
| Niclas Sandells  | 1500m (m)                | 32e       | serie 2: 11de in 3.42,67                                    |
| Jukka Keskisalo  | 3000m steeplechase (m)   | DNF       | serie 2: 4de in 8.29,13 finale: niet gefinisht              |
| Jussi Utriainen  | marathon (m)             | 69e       | 2:26.25                                                     |
| Antti Kempas     | 50km snelwandelen (m)    | 41e       | 4:01.50                                                     |
| Jarkko Kinnunen  | 50km snelwandelen (m)    | 15e       | 3:46.25                                                     |
| Osku Torro       | hoogspringen (m)         | 16e       | kwalificatie groep A: 10de met 2,21m                        |
| Jere Bergius     | polsstokhoogspringen (m) | DNF       | kwalificatie groep B: geen geldige sprong                   |
| Ari Mannio       | speerwerpen (m)          | 11e       | kwalificatie: 4de met 81,99m finale: 11de met 78,60m        |
| Tero Pitkämäki   | speerwerpen (m)          | 5e        | kwalificatie groep B: 2de met 83,01m finale: 5de met 82,80m |
| Antti Ruuskanen  | speerwerpen (m)          | Brons     | kwalificatie groep B: 7de met 81,74m finale: 3de met 84,12m |
| David Söderberg  | kogelslingeren (m)       | 26e       | kwalificatie groep B: 13de met 71,76m                       |
|                  |                          |           |                                                             |
| Sandra Eriksson  | 3000m steeplechase (v)   | 33e       | serie 3: 8ste in 9.50,71                                    |
| Leena Puotiniemi | marathon (v)             | 87e       | 2:42.01                                                     |
| Anne Halkivaha   | 20km snelwandelen (v)    | 54e       | 1:38.49                                                     |
| Minna Nikkanen   | polsstokhoogspringen (v) | 26e       | kwalificatie groep A: 15de met 4,25m                        |
| Sanni Utriainen  | speerwerpen (v)          | DNF       | kwalificatie groep B: geen geldige worp                     |

### Badminton
| Olympiër     | Onderdeel     | Resultaat | Prestatie                                                                |
| ------------ | ------------- | --------- | ------------------------------------------------------------------------ |
| Ville Lång   | enkelspel (m) | 17e       | groep A: 2de V van MAS Wei: 8-21, 21-14, 11-21                           |
|              |               |           |                                                                          |
| Anu Nieminen | enkelspel (v) | 17e       | groep K: 2de W van MEX Montero: 21-12, 21-18 V van TPE Tai: 11-21, 14-21 |

### Gewichtheffen
| Olympiër          | Onderdeel | Resultaat | Prestatie                                                    |
| ----------------- | --------- | --------- | ------------------------------------------------------------ |
| Miika Antti-Roiko | -94kg (m) | 19e       | trekken: 17de met 140kg stoten: 17de met 180kg totaal: 320kg |

### Gymnastiek
| Olympiër       | Onderdeel                | Resultaat | Prestatie                             |
| -------------- | ------------------------ | --------- | ------------------------------------- |
| Annika Urvikko | meerkamp individueel (v) | 55e       | kwalificatie: 55ste met 48,815 punten |

### Judo
| Olympiër         | Onderdeel | Resultaat | Prestatie                                                                             |
| ---------------- | --------- | --------- | ------------------------------------------------------------------------------------- |
| Valtteri Jokinen | -60kg (m) | 9e        | 1ste ronde: vrij 2de ronde: W van MAR Moudatir: ippon 3de ronde: V van KOR Choi: yuko |
|                  |           |           |                                                                                       |
| Jaana Sundberg   | -52kg (v) | 17e       | 1ste ronde: V van ALB Kelmendi: waza-ari                                              |
| Johanna Ylinen   | -63kg (v) | 9e        | 1ste ronde: vrij 2de ronde: V van MGL Tsedevsuren: ippon                              |

### Kanovaren
| Olympiër       | Onderdeel    | Resultaat | Prestatie                                                                          |
| Vlakwater      | Vlakwater    | Vlakwater | Vlakwater                                                                          |
| -------------- | ------------ | --------- | ---------------------------------------------------------------------------------- |
| Jenni Mikkonen | K-1 200m (v) | 9e        | serie 4: 3de in 42,565 halve finale 1: 4de in 41,859 finale B: 1ste in 44,643      |
| Anne Rikala    | K-1 500m (v) | 8e        | serie 1: 1ste in 1.52,641 halve finale 1: 3de in 1.51,852 finale: 8ste in 1.54,333 |

### Paardensport
| Olympiër      | Onderdeel   | Resultaat | Prestatie                                                           |
| ------------- | ----------- | --------- | ------------------------------------------------------------------- |
| Emma Kanerva  | individueel | 22e       | Grand Prix: 29ste met 70,395% Grand Prix Special: 22ste met 71,889% |
| Mikaela Lindh | individueel | 30e       | Grand Prix: 26ste met 70,729% Grand Prix Special: 30ste met 69,016% |

### Schietsport
| Olympiër            | Onderdeel              | Resultaat | Prestatie                                                                        |
| ------------------- | ---------------------- | --------- | -------------------------------------------------------------------------------- |
| Kai Jahnsson        | 10m luchtpistool (m)   | 8e        | kwalificatie 7de met 583 punten (97-99-97-95-96-99) finale: 8ste met 96.1 punten |
| Kai Jahnsson        | 50m pistool (m)        | 26e       | kwalificatie: 26ste met 552 punten (91-91-93-90-92-95)                           |
|                     |                        |           |                                                                                  |
| Marjo Yli-Kiikka    | 10m luchtgeweer (v)    | 16e       | kwalificatie: 16de met 395 punten (97-97-100-99)                                 |
| Marjo Yli-Kiikka    | 50m geweer 3 houdingen | 23e       | kwalificatie: 23ste met 578 punten (197-187-194)                                 |
| Mira Suhonen        | 10m luchtpistool (v)   | 32e       | kwalificatie: 32ste met 377 punten (95-99-94-89)                                 |
| Satu Mäkelä-Nummela | trap (v)               | 7e        | kwalificatie: 7de met 70 punten (22-24-24)                                       |

### Taekwondo
| Olympiër      | Onderdeel | Resultaat | Prestatie |
| ------------- | --------- | --------- | --- |
| Suvi Mikkonen | -57kg (v) | 5e        | 1ste ronde: W van SEN Diedhiou: 9-6 kwartfinale: V van CHN Hou: 2-7 herkansingen: W van USA Lopez: 9-4 bronzen finale: V van TPE Tseng: 2-14 |

### Tennis
| Olympiër        | Onderdeel     | Resultaat | Prestatie                                                                     |
| --------------- | ------------- | --------- | ----------------------------------------------------------------------------- |
| Jarkko Nieminen | enkelspel (m) | 17e       | 1ste ronde: W van IND Devvarman: 6-3,6-1 2de ronde: V van GBR Murray: 2-6,4-6 |

### Wielersport
| Olympiër        | Onderdeel        | Resultaat | Prestatie |
| --------------- | ---------------- | --------- | --------- |
| Jussi Veikkanen | wegwedstrijd (m) | 65e       | 5:46.37   |
|                 |                  |           |           |
| Pia Sundstedt   | tijdrit (v)      | 11e       | 40.01,69  |
| Pia Sundstedt   | wegwedstrijd (v) | 20e       | 3:35.56   |

### Worstelen
| Olympiër          | Onderdeel      | Resultaat      | Prestatie                                               |
| Grieks-Romeins    | Grieks-Romeins | Grieks-Romeins | Grieks-Romeins                                          |
| ----------------- | -------------- | -------------- | ------------------------------------------------------- |
| Jarkko Ala-Huikku | -60kg (m)      | 16e            | kwalificatie: vrij 1ste ronde: V van FRA Belmadani: 0-3 |
| Rami Hietaniemi   | -84kg (m)      | 15e            | kwalificatie: vrij 1ste ronde: V van FRA Noumonvi: 0-3  |

### Zeilen
| Olympiër                                   | Onderdeel        | Resultaat | Prestatie |
| ------------------------------------------ | ---------------- | --------- | --- |
| Mattias Lindfors                           | laser (m)        | 33e       | 263 punten: (25-28-23-30-36-22-20-42-39-40) |
| Tapio Nirkko                               | finn (m)         | 10e       | 92 punten: (11-13-8-5-3-12-4-5-15-17-16) |
| Joonas Lindgren Niklas Lindgren            | 470 (m)          | 21e       | 167 punten: (22-19-22-17-12-15-26-21-18-18) |
|                                            |                  |           | |
| Tuuli Petäjä                               | rs:x (v)         | Zilver    | 46 punten: (8-7-3-4-4-4-8-2-5-1-4) |
| Sari Multala                               | laser radial (v) | 7e        | 94 punten: (4-6-15-4-19-21-3-2-16-5-20) |
| Silja Kanerva Silja Lehtinen Mikaela Wulff | elliot 6m (v)    | Brons     | groepsfase: 5de V van Australië W van Portugal W van Zweden V van Nederland V van Verenigde Staten V van Groot-Brittannië W van Spanje W van Denemarken V van Rusland W van Nieuw-Zeeland W van Frankrijk kwartfinale: W van Verenigde Staten: 3-1 halve finale: V van Australië: 1-2 bronzen finale: W van Rusland: 3-1 |
|                                            |                  |           | |
| Kalle Bask Lauri Lehtinen                  | 49er             | 7e        | 129 punten: (19-18-4-11-6-8-2-2-1-11-3-11-19-11-2-20) |

### Zwemmen
| Olympiër            | Onderdeel            | Resultaat | Prestatie                 |
| ------------------- | -------------------- | --------- | ------------------------- |
| Ari-Pekka Liukkonen | 50m vrije slag (m)   | 25e       | serie 7: 8ste in 22,57    |
| Matias Koski        | 200m vrije slag (m)  | 31e       | serie 2: 1ste in 1.49,84  |
| Matias Koski        | 400m vrije slag (m)  | 22e       | serie 3: 7de in 3.54,96   |
| Matias Koski        | 1500m vrije slag (m) | 27e       | serie 2: 8ste in 15.34,80 |
| Matti Mattsson      | 200m schoolslag (m)  | 17e       | serie 3: 5de in 2.11,81   |
|                     |                      |           |                           |
| Hanna-Maria Seppälä | 50m vrije slag (v)   | 26e       | serie 6: 2de in 25,55     |
| Hanna-Maria Seppälä | 100m vrije slag (v)  | 18e       | serie 6: 7de in 54,93     |
| Hanna-Maria Seppälä | 200m vrije slag (v)  | 32e       | serie 2: 6de in 2.04,21   |
| Jenna Laukkanen     | 100m schoolslag (v)  | 34e       | serie 2: 4de in 1.09,92   |
| Jenna Laukkanen     | 200m schoolslag (v)  | 32e       | serie 2: 6de in 2.31,23   |
| Emilia Pikkarainen  | 100m vlinderslag (v) | 29e       | serie 3: 4de in 59,55     |
| Emilia Pikkarainen  | 200m vlinderslag (v) | 27e       | serie 2: 8ste in 2.13,81  |
| Emilia Pikkarainen  | 200m wisselslag (v)  | 33e       | serie 1: 3de in 2.17,66   |
| Noora Laukkanen     | 400m wisselslag (v)  | 33e       | serie 1: 3de in 4.53,54   |

Afghanistan · Albanië · Algerije · Amerikaanse Maagdeneilanden · Amerikaans-Samoa · Andorra · Angola · Antigua en Barbuda · Argentinië · Armenië · Aruba · Australië · Azerbeidzjan · Bahama's · Bahrein · Bangladesh · Barbados · België · Belize · Benin · Bermuda · Bhutan · Bolivia · Bosnië en Herzegovina · Botswana · Brazilië · Britse Maagdeneilanden · Brunei · Bulgarije · Burkina Faso · Burundi · Cambodja · Canada · Centraal-Afrikaanse Republiek · Chili · China · Chinees Taipei · Colombia · Comoren · Congo-Brazzaville · Congo-Kinshasa · Cookeilanden · Costa Rica · Cuba · Cyprus · Denemarken · Djibouti · Dominica · Dominicaanse Republiek · Duitsland · Ecuador · Egypte · El Salvador · Equatoriaal-Guinea · Eritrea · Estland · Ethiopië · Fiji · Filipijnen · Finland · Frankrijk · Gabon · Gambia · Georgië · Ghana · Grenada · Griekenland · Groot-Brittannië · Guam · Guatemala · Guinee · Guinee‑Bissau · Guyana · Haïti · Honduras · Hongarije · Hongkong · Ierland · IJsland · India · Indonesië · Irak · Iran · Israël · Italië · Ivoorkust · Jamaica · Japan · Jemen · Jordanië · Kaaimaneilanden · Kaapverdië · Kameroen · Kazachstan · Kenia · Kirgizië · Kiribati · Koeweit · Kroatië · Laos · Lesotho · Letland · Libanon · Liberia · Libië · Liechtenstein · Litouwen · Luxemburg · Macedonië · Madagaskar · Malawi · Maldiven · Maleisië · Mali · Malta · Marshalleilanden · Marokko · Mauritanië · Mauritius · Mexico · Micronesië · Moldavië · Monaco · Mongolië · Montenegro · Mozambique · Myanmar · Namibië · Nauru · Nederland · Nepal · Nicaragua · Nieuw-Zeeland · Niger · Nigeria · Noord-Korea · Noorwegen · Oeganda · Oekraïne · Oezbekistan · Oman · Oostenrijk · Oost-Timor · Pakistan · Palau · Palestina · Panama · Papoea-Nieuw-Guinea · Paraguay · Peru · Polen · Portugal · Puerto Rico · Qatar · Roemenië · Rusland · Rwanda · Saint Kitts en Nevis · Saint Lucia · Saint Vincent en Grenadines · Salomonseilanden · Samoa · San Marino · Sao Tomé en Principe · Saoedi-Arabië · Senegal · Servië · Seychellen · Sierra Leone · Singapore · Slovenië · Slowakije · Soedan · Somalië · Spanje · Sri Lanka · Suriname · Swaziland · Syrië · Tadzjikistan · Tanzania · Thailand · Togo · Tonga · Trinidad en Tobago · Tsjaad · Tsjechië · Tunesië · Turkije · Turkmenistan · Tuvalu · Uruguay · Vanuatu · Venezuela · Verenigde Arabische Emiraten · Verenigde Staten · Vietnam · Wit-Rusland · Zambia · Zimbabwe · Zuid-Afrika · Zuid-Korea · Zweden · Zwitserland · Onafhankelijke atleten